# アンソニー・カルモナ
アンソニー・トマス・アキーナス・カルモナ（英語: Anthony Thomas Aquinas Carmona、1953年3月7日 - ）は、トリニダード・トバゴの政治家。同国大統領（第5代）を務めた。かつては同国の最高裁判事で、2012年から大統領に就任する2013年にかけて国際刑事裁判所の判事を務めていた。

## 経歴
デニス・スティーブン・カルモナと妻バーバラの6人の子の第1子として、トリニダード島南東部のフィザバードに生まれた。サンタ・フローラ公立小学校と、サンフェルナンドにあるプレゼンテーション・カレッジを卒業。1973年から1983年にかけて、西インド諸島大学とヒュー・ウッディング法律学校で学んだ。
1983年に法律学校を卒業すると官選弁護士となり、1989年に上級官選弁護士に昇格した。1994年から1999年まで、公訴局の第一補佐、次いで副長官。2001年から2004年には、ハーグの旧ユーゴスラビア国際戦犯法廷とアルーシャのルワンダ国際戦犯法廷の検察局に控訴担当の弁護人として加わった。2004年、トリニダード・トバゴの最高裁判事に指名された。
2011年、国際刑事裁判所の判事に選ばれ、翌年3月11日に着任した。締約国会議における第一回投票で、カルモナは選出に必要な70票を上回る104票中72票を得た。
2013年2月3日、カムラ・パサード＝ビセッサー首相は退任するジョージ・マックスウェル・リチャーズの後継に、与党はカルモナを任命すると発表した。野党の人民国家運動 (PNM) のキース・ローリー代表は、党としてこれを支持すると述べた。しかしその後、PNMはカルモナが2001年から2004年まで国外で勤めていたことを理由に、彼が大統領として適任であるか疑問を呈した（大統領に選出されるには、選挙前の10年間、国内に「常住」していなければならない）。これに対して、アナンド・ラムロガン司法相が法律の専門家たちに問い合わせたところ、カルモナはこの要件を満たしているとのことであったと答えた。2018年3月に大統領を退任。